# Józef Jaklicz

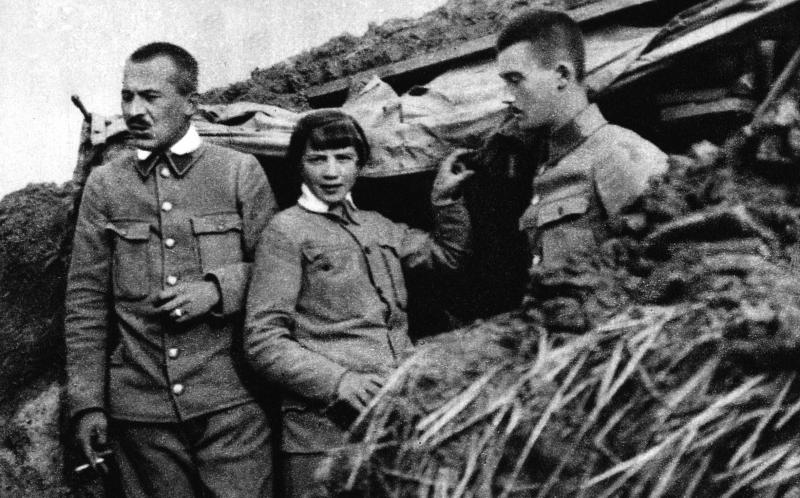
Walerian Czuma, Olga Gnatowicz i Józef Jaklicz podczas służby w Legionach. Besarabia, 1915

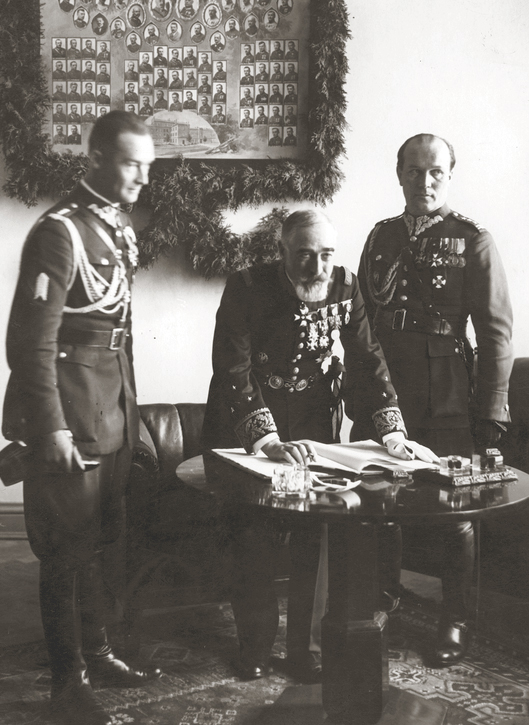
Od lewej: płk Józef Jaklicz, gen. Louis Faury i płk Leopold Endel-Ragis

Józef Michał Jaklicz (ur. 17 września 1894 w Podgórzu, zm. 3 lipca 1974 w Paryżu) – pułkownik dyplomowany piechoty Wojska Polskiego, kawaler Orderu Virtuti Militari, w 1964 roku mianowany generałem brygady przez Naczelnego Wodza.

## Życiorys
W 1913 złożył maturę w c.k. Gimnazjum III w Krakowie. Absolwent Wydziału Filozoficznego Uniwersytetu Jagiellońskiego. W trakcie studiów działał w Drużynach Sokolich.
W sierpniu 1914 wstąpił do Legionów Polskich, służył w 3 pułku piechoty. Pełnił kolejno funkcje: dowódcy plutonu, adiutanta batalionu, adiutanta pułku i dowódcy kompanii. Walczył w tym czasie w Karpatach, Besarabii i na Wołyniu.
Po utworzeniu Polskiego Korpusu Posiłkowego pełnił w nim funkcje sztabowe, a po jego rozwiązaniu wszedł w skład Polskiej Siły Zbrojnej.
Od 1918 w Wojsku Polskim, dowodził batalionem 36 pułku piechoty Legii Akademickiej w obronie Lwowa w listopadzie 1918. Następnie dowodził kombinowanym pułkiem w grupie płk. Sikorskiego, którą to funkcję pełnił do marca 1919. W okresie od marca do grudnia 1919 był szefem sztabu 9 Dywizji Piechoty, a od 2 stycznia do 15 kwietnia 1920 słuchaczem II kursu wojennego Szkoły Sztabu Generalnego. Praktykę dowódczą odbył w czasie wojny z bolszewikami na stanowisku szefa sztabu 15 Dywizji Piechoty w Grupie Operacyjnej gen. Romera, a następnie dowódcy 25 pułku piechoty.
W 1920 wyjechał do Francji, gdzie do 1922 studiował w École Superieure de Guerre.
Po powrocie do Polski w marcu 1923 otrzymał tytuł naukowy oficera Sztabu Generalnego i został szefem wydziału w Oddziale III Sztabu Generalnego, pełniąc tę funkcję do grudnia 1924 roku. Następnie był wykładowcą w Wyższej Szkole Wojennej. Z dniem 30 czerwca 1927 został mianowany I oficerem sztabu Inspektora Armii. 22 marca 1929 został przeniesiony do 12 pułku piechoty w Wadowicach na stanowisko dowódcy pułku. W czerwcu 1932 został zastępcą komendanta a następnie kierownikiem katedry taktyki ogólnej w Wyższej Szkole Wojennej. W grudniu 1934 został wyznaczony na stanowisko dowódcy piechoty dywizyjnej 15 Dywizji Piechoty w Bydgoszczy.
W październiku 1935 został szefem Oddziału III Sztabu Głównego, którą to funkcję pełnił do marca 1939, gdy został mianowany na stanowisko II zastępcy szefa Sztabu Głównego (zastępca szefa sztabu do spraw operacyjnych) i funkcję tę pełnił do 18 września 1939, kiedy to po agresji ZSRR na Polskę przekroczył granicę polsko-rumuńską. Wraz z podległymi mu oficerami, na podstawie koncepcji ogólnej marszałka Edwarda Rydza-Śmigłego oraz wytycznych gen. Wacława Stachiewicza od 4 do 22 marca 1939 roku dokonał analizy możliwości strategicznych niemieckich i polskich. Ten zespół oficerów opracował strategiczną część planu obronnego „Zachód”, która obejmowała bitwę w pasie granicznym i na głównej pozycji obrony.
Po przekroczeniu granicy został internowany w Rumunii skąd przedostał się do Francji. Został tam dowódcą piechoty dywizyjnej 3 Dywizji Piechoty. Po upadku Francji był kierownikiem ewakuacji polskich żołnierzy najpierw w Marsylii a następnie w Grenoble. Od grudnia 1942 do maja 1944 był konspiracyjnym dowódcą Wojska Polskiego we Francji.
W maju 1944 roku wyjechał do Wielkiej Brytanii i pełnił służbę w Centrum Wyszkolenia Piechoty i Inspektoracie Wyszkolenia Wojsk. We wrześniu 1947 został zdemobilizowany i wyjechał do Francji, gdzie mieszkał aż do śmierci. Naczelny Wódz, gen. broni Władysław Anders mianował generałem brygady ze starszeństwem z dniem 1 stycznia 1964 w korpusie generałów. Zmarł w dniu 3 lipca 1974 w Paryżu i został pochowany na cmentarzu Les Champeaux w Montmorency.

## Awanse
- chorąży (fähnrich) – 25 czerwca 1915
- podporucznik (leutnant) – 28 kwietnia 1916
- porucznik (oberleutnantauditor) – 1 listopada 1916[8]
- kapitan 1918
- major – 1919
- podpułkownik – 1924
- pułkownik – 1930
- generał brygady – 1 stycznia 1964

## Ordery i odznaczenia
- Krzyż Srebrny Orderu Virtuti Militari (1921)[9][10]
- Krzyż Niepodległości (7 lipca 1931)[11]
- Krzyż Oficerski Orderu Odrodzenia Polski (10 listopada 1928)[12]
- Krzyż Walecznych (pięciokrotnie)
- Złoty Krzyż Zasługi (dwukrotnie: 7 sierpnia 1928[13], 18 lutego 1939[14])
- Medal Pamiątkowy za Wojnę 1918–1921[9]
- Medal Dziesięciolecia Odzyskanej Niepodległości[9]
- Odznaka Pamiątkowa Generalnego Inspektora Sił Zbrojnych (12 maja 1936)
- Odznaka Sztabu Generalnego[15]
- Order Krzyża Orła III klasy (Estonia, 1937)[16]
- Kawaler Orderu Legii Honorowej (Francja, pozwolenie z 1928)[9][17]